# 大丸用水

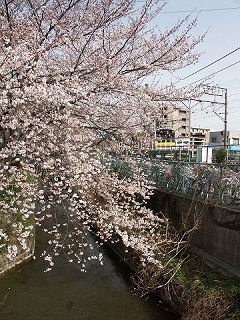
南武線南多摩駅のそばを流れる大丸用水と桜。この桜並木は連続立体交差事業用地とされている。（2006年 4月 1日撮影）

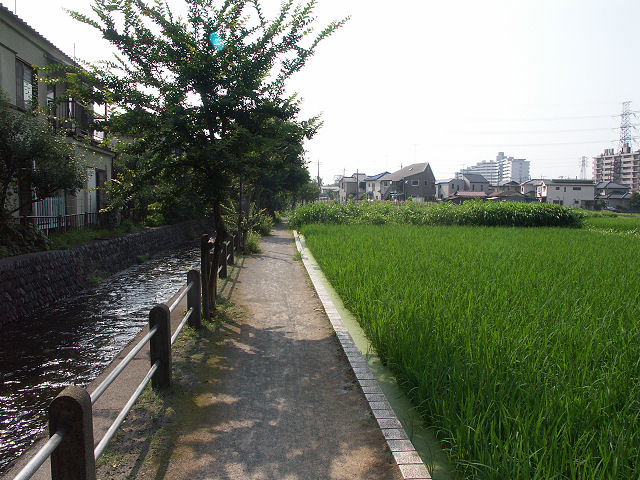
今も灌漑用水として利用されつつ親水公園としても整備されている（大丸親水公園、2005年 7月18日撮影）

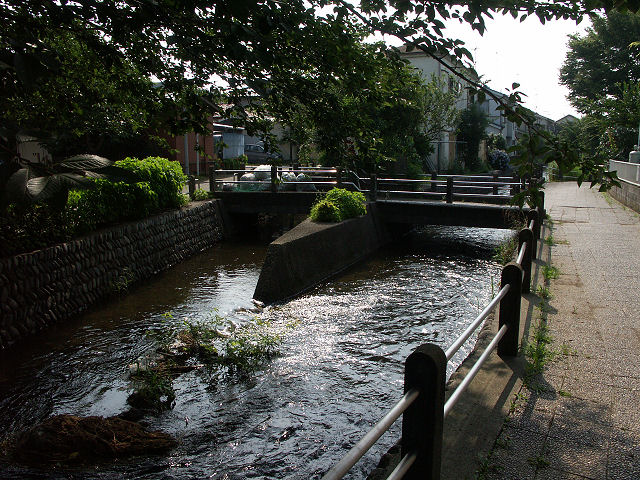
方々で分岐し、流域をくまなく灌漑していた（2005年 7月18日撮影）

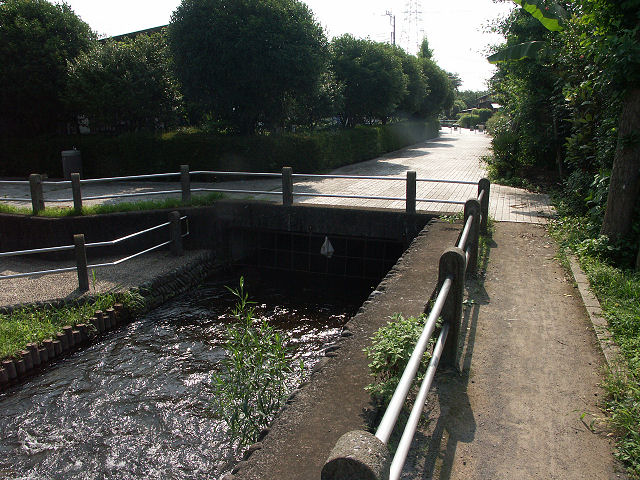
現在は、一部が暗渠化されて道路として利用されている（2005年 7月18日撮影）

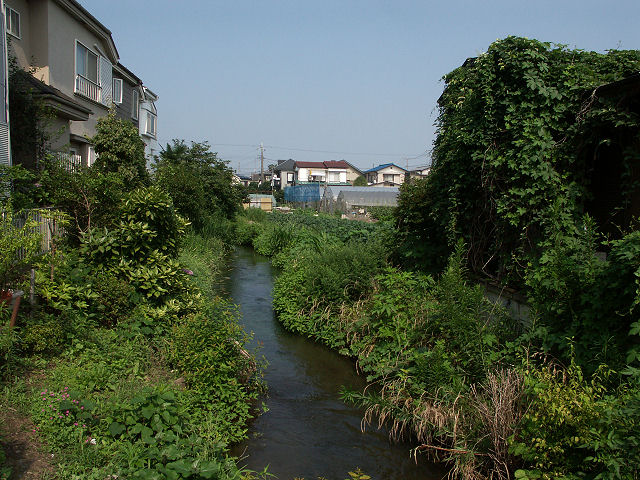
護岸化されておらず田畑のすぐ側を通る昔ながらの用水路の風景も残っている（2005年 7月18日撮影）

大丸用水（おおまるようすい）は、多摩川を水源とし東京都稲城市および神奈川県川崎市多摩区を流れる灌漑用水路である。

## 地理

### 取水
稲城市大丸の「一の山下」（現在の南武線・武蔵野南線多摩川鉄橋の上流）にて多摩川より取水してから南武線沿いを流下、南多摩駅付近で谷戸川（やとがわ、稲城市大丸・現在の米軍多摩弾薬庫およびゴルフ場内の森林を水源とし、しばらく多摩川と並行して流れてから押立地先で多摩川に注ぐ河川）の下をくぐり、府中街道手前の分量樋で 2つの大きな流れに分けられる（大堀とその他で 1 : 2）。
なお、分量樋の近くにある府中街道の橋および交差点に「分量橋」の名が残っている。

### 大堀
分量樋で分かれた以降南側の流路がこう呼ばれ、川崎街道をくぐり旧大丸村の南部、および旧長沼村・旧矢野口村を流れ、三沢川に合流する。かつては「清水川」とも呼ばれ親しまれていたが、現在は大半の区間で暗渠化され、流路を辿るのが難しくなっている。

### 菅堀・新堀
分量樋で分かれた以降北寄りを流れ、府中街道をくぐってから数百メートル下流でさらに二手に分かれる。
うち北寄りの流路は「菅堀」と呼ばれ、旧長沼村・旧矢野口村の多摩川沿いを流れて、矢野口地先（多摩川原橋の少し下流）で多摩川に戻る。途中の一部区間は暗渠化され道路として使われている。
また南寄りの流路は「新堀」と呼ばれ、その後も分かれて旧長沼村の中央部および旧矢野口村の中央部・南部を潤して郡境（旧多摩郡と橘樹郡の境、現在の都県境）を越え旧菅村に入り、二ヶ領用水と立体交差して旧中野島村および旧登戸村の一部までを潤すとともに、一部が三沢川、二ヶ領用水に合流して多摩川へ返る。
このうち下流部は「中野島用水」とも呼ばれ、菅町内では今も 2つの流路を辿ることができる。

### 流域
いずれも旧地域（村）名。
- 東京都稲城市（武蔵国多摩郡）  - 大丸、長沼（現在の東長沼）、押立、矢野口。
- 神奈川県川崎市多摩区（武蔵国橘樹郡） - 菅、菅生、五反田、中野島、登戸。

## 歴史
現存する史料が少なく具体的な経緯は明らかになっていないが、多摩川沿いの他の用水路とほぼ同時期、江戸時代初期に開削されたものと考えられており、1611(慶長16)年に完成した、1690(元禄 3)年に築造された、1604(慶長 9)年に取水が始まった、など諸説ある。
その後は流域各村により組織された「大丸用水九ヶ村組合」により管理され、また 1727年（享保12年）には田中丘隅（休愚）により全面改修されている。
近年には取水堰が改築されるとともに、沿川の宅地化に伴い一部流路が埋められ、または暗渠化され、さらに最近では緑道や親水施設などが整備されるといった経緯を経て現在に至っている。